# 孫特區
8°13′41″S 77°08′13″W / 8.2281°S 77.1369°W
孫特區（西班牙語：Distrito de Shunte），是秘魯的一個區，位於該國中北部聖馬丁大區的托卡切省，始建於1984年12月6日，面積964.2平方公里，海拔高度1,200米，2005年人口870，人口密度每平方公里0.9人。